# Schwabenbergbahn
| Zug bei der Einfahrt in die Bergstation Széchenyi-hegy, Gyermekvasút |                                    |                                              |                                   |
| Streckenverlauf der Fogaskerekű Vasút |                                    |                                              |                                   |
| Streckennummer: | 60                                 |                                              |                                   |
| Kursbuchstrecke (MÁV): | 260                                |                                              |                                   |
| Streckenlänge: | 3,72 km                            |                                              |                                   |
| Spurweite: | 1435 mm (Normalspur)               |                                              |                                   |
| Stromsystem: | 1500 V =                           |                                              |                                   |
| Maximale Neigung: | 110 ‰                              |                                              |                                   |
| Minimaler Radius: | 90 m                               |                                              |                                   |
| Zahnstangensystem: | Strub (ehem. Riggenbach)           |                                              |                                   |
| Streckengeschwindigkeit: | bergwärts 30 km/h talwärts 25 km/h |                                              |                                   |
| |                                    |                                              |                                   |
| \| \| \| Széll Kálmán tér Übergang zur Metró Budapest \| 128 m \| \| \| \| \| \| \| \| \| Nyúl utca \| \| \| \| \| gepl. Erweiterung zum Széll Kálmán tér \| \| \| \| \| Városmajor kocsiszín \| \| \| \| \| \| \| \| \| 0,00 \| Városmajor Übergang zur Straßenbahn \| 133 m \| \| \| \| \| \| \| \| 0,28 \| Városmajor út (13 m) \| Városmajor út (13 m) \| \| \| 0,38 \| Szt. János Kórház \| 145 m \| \| \| 0,86 \| Orgonás \| 194 m \| \| \| 1,23 \| Esze Tamás iskola \| 232 m \| \| \| 1,53 \| Erdei iskola \| 262 m \| \| \| 2,18 \| Adonis utca (ehem. Gyöngyvirág út) \| 324 m \| \| \| 2,40 \| Béla király út (13 m) \| Béla király út (13 m) \| \| \| 2,54 \| Városkút \| 360 m \| \| \| 2,60 \| Mátyás király út \| Mátyás király út \| \| \| 2,84 \| Svábhegy (Endbahnhof bis 1890) \| 390 m \| \| \| 2,88 \| Eötvös út \| Eötvös út \| \| \| 3,33 \| Művész út \| 421 m \| \| \| 3,43 \| Karthauzi út (16 m) \| Karthauzi út (16 m) \| \| \| 3,61 \| Agancs út \| Agancs út \| \| \| 3,72 \| Széchenyi-hegy, Gyermekvasút \| 457 m \| \| \| \| geplante Erweiterung nach Normafa \| \| \| \| \| Gyermekvasút \| \| \| \| \| Hegyhát út \| \| \| \| \| Normafa \| 466 m \| \| \| \| Kindereisenbahn nach Hűvösvölgy \| \| |                                    |                                              |                                   |
| U-Bahn-Turmbahnhof Streckenanfang |                                    | Széll Kálmán tér Übergang zur Metró Budapest | 128 m                             |
| |                                    |                                              |                                   |
| U-Bahn-Haltepunkt / Haltestelle |                                    | Nyúl utca                                    | Nyúl utca                         |
| |                                    | gepl. Erweiterung zum Széll Kálmán tér       |                                   |
| U-Bahn-Strecke · Betriebs-/Güterbahnhof Strecke bis hier außer Betrieb |                                    | Városmajor kocsiszín                         | Városmajor kocsiszín              |
| |                                    |                                              |                                   |
| U-Bahn-Haltepunkt / Haltestelle · Bahnhof | 0,00                               | Városmajor Übergang zur Straßenbahn          | 133 m                             |
| |                                    |                                              |                                   |
| U-Bahn-Strecke nach rechts · Brücke | 0,28                               | Városmajor út (13 m)                         | Városmajor út (13 m)              |
| Haltepunkt / Haltestelle | 0,38                               | Szt. János Kórház                            | 145 m                             |
| Bahnhof | 0,86                               | Orgonás                                      | 194 m                             |
| Haltepunkt / Haltestelle | 1,23                               | Esze Tamás iskola                            | 232 m                             |
| Bahnhof | 1,53                               | Erdei iskola                                 | 262 m                             |
| Bahnhof | 2,18                               | Adonis utca (ehem. Gyöngyvirág út)           | 324 m                             |
| Brücke | 2,40                               | Béla király út (13 m)                        | Béla király út (13 m)             |
| Haltepunkt / Haltestelle | 2,54                               | Városkút                                     | 360 m                             |
| Bahnübergang | 2,60                               | Mátyás király út                             | Mátyás király út                  |
| Bahnhof | 2,84                               | Svábhegy (Endbahnhof bis 1890)               | 390 m                             |
| Bahnübergang | 2,88                               | Eötvös út                                    | Eötvös út                         |
| Haltepunkt / Haltestelle | 3,33                               | Művész út                                    | 421 m                             |
| Brücke | 3,43                               | Karthauzi út (16 m)                          | Karthauzi út (16 m)               |
| Strecke mit Straßenbrücke | 3,61                               | Agancs út                                    | Agancs út                         |
| Kopfbahnhof Strecke ab hier außer Betrieb | 3,72                               | Széchenyi-hegy, Gyermekvasút                 | 457 m                             |
| Strecke (außer Betrieb) |                                    | geplante Erweiterung nach Normafa            | geplante Erweiterung nach Normafa |
| Haltepunkt / Haltestelle (Strecke außer Betrieb) · Kopfbahnhof Streckenanfang |                                    | Gyermekvasút                                 | Gyermekvasút                      |
| Haltepunkt / Haltestelle (Strecke außer Betrieb) · Strecke |                                    | Hegyhát út                                   | Hegyhát út                        |
| Kopfbahnhof Streckenende (Strecke außer Betrieb) · Haltepunkt / Haltestelle |                                    | Normafa                                      | 466 m                             |
| Strecke nach links |                                    | Kindereisenbahn nach Hűvösvölgy              | Kindereisenbahn nach Hűvösvölgy   |

Die Schwabenbergbahn, ungarisch Fogaskerekű Vasút, ist eine eingleisige, normalspurige Zahnradbahn in Budapest, der Hauptstadt Ungarns. Sie führt vom zentrumsnahen Városmajor (Stadt-Meierhof), in der Nähe des Széll Kálmán tér (1951–2011 Moszkva tér) und des Südbahnhofs (Déli pályaudvar), auf den 420 Meter hohen Schwabenberg (Svábhegy) mit der Endstation Széchenyi-hegy, Gyermekvasút. In der Nähe der Endstelle befindet sich der Ausgangspunkt der über elf Kilometer langen Gyermekvasút, einer ehemaligen Pioniereisenbahn. Die Schwabenbergbahn ist seit 2008 als Linie 60 in das Nummernsystem der Straßenbahn Budapest integriert. 

## Geschichte und Betrieb

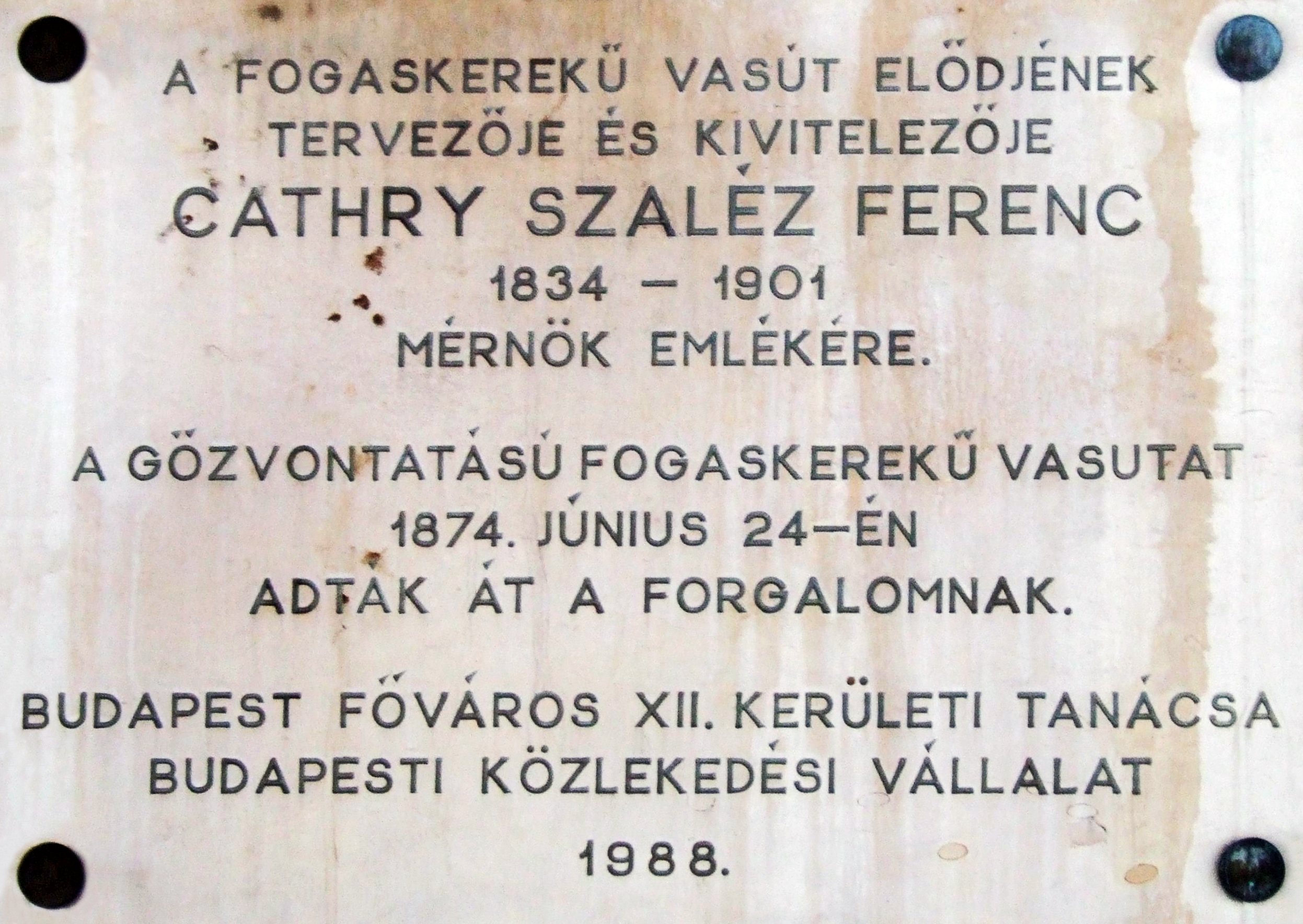
1988 angebrachte Gedenktafel zugunsten des technischen Erbauers Francois Cathry Szaléz, der 1901 verstarb

Die Konzession der Schwabenbergbahn bei Ofen wurde vom königlich ungarischen Handelsministerium der Internationalen Gesellschaft für Bergbahnen in Aarau unter der Führung von Niklaus Riggenbach auf Basis des Eisenbahnconcessions-Gesetzes für die Dauer von 40 Jahren erteilt (bei einer Steuerfreiheit von 15 Jahren).
Der Bau der (ursprünglich 260 Höhenmeter absolut überwindenden) Bahn wurde unter der Leitung des Schweizer Ingenieurs Francois Cathry Szaléz (1834–1901) im Sommer 1873 begonnen. Mit der Eröffnung am 24. Juni 1874 ist die Zahnradbahn eine der ältesten der Welt. In ihrer technischen Ausstattung entsprach sie im Wesentlichen der zeitgleich gebauten Wiener Kahlenbergbahn und besaß wie diese das Zahnstangensystem Riggenbach. 
Da es zum Zeitpunkt der Eröffnung noch keine Zahnradbahnweichen gab, wurden Schiebebühnen zum Gleiswechsel eingebaut. 
Im Mai 1890 wurde die Strecke auf den Széchenyi-hegy verlängert. Am 1. Januar 1895 wurde sie von der sich bereits seit 1876 in Liquidation befindlichen Aktiengesellschaft an eine Wiener Firma verkauft. Diese plante den elektrischen Betrieb einzuführen und die Strecke nach den Bezirksteilen Budakeszi und Hidegkút bis nach Zugliget (Auwinkel) zu verlängern. Zunächst wurde aber 1910 wegen gestiegener Nachfrage der Winterbetrieb eingeführt. Die tatsächliche Elektrifizierung mit 550 Volt Gleichspannung fand jedoch erst 1929 statt. Im September 1949 wurde die Zahnradbahn zu einem Teil der städtischen Verkehrsbetriebe.
1973 wurde der gesamte Wagenpark erneuert und die Gleisanlagen auf das Zahnstangensystem Strub umgebaut, die Fahrdrahtspannung wurde auf 1500 Volt Gleichspannung erhöht.

## Fahrzeuge

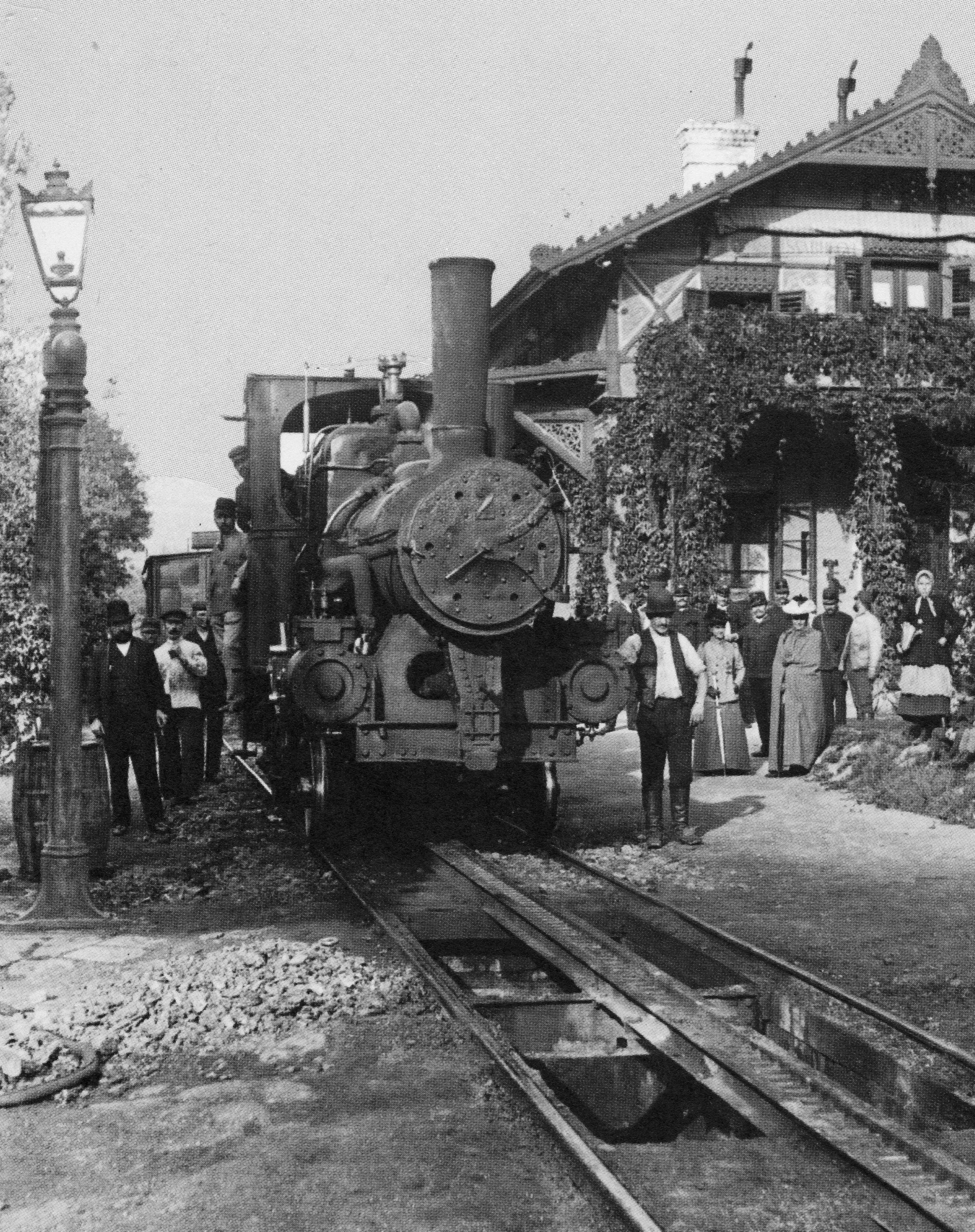
Dampfzug, 1896

### Dampfbetrieb
Die zweiachsigen Dampflokomotiven waren baugleich mit jenen der Kahlenbergbahn und wurden von der Schweizerischen Lokomotiv- und Maschinenfabrik (SLM) in Winterthur gebaut. Sie leisteten 120 PS und waren mit der für Ungarn typischen langen Rauchkammer (Funkenfänger) ausgestattet. Die ebenfalls baugleichen Waggons stammten von der Hernalser Waggonfabrik in Wien. Um 1900 wurde aufgrund des gestiegenen Verkehrs eine Lokomotive der Reihe ARB H 1/2 von der Vitznau-Rigi-Bahn erworben, welche im Gegensatz zu den anderen Maschinen mit der Rauchkammer Richtung Berg verkehrte. Ein originaler Vorstellwagen, der als Sommerwagen ausgeführt ist, existiert noch als Nostalgiefahrzeug.

### Elektrischer Betrieb

#### Rowanzüge
Zur 1929 erfolgten Elektrifizierung wurden als Betriebsmittel acht sogenannte Rowanzüge bei der SLM (zwei Exemplare) bzw. Ganz & Co. beschafft. Bei diesem System befand sich talseits eine zweiachsige Lokomotive, die den Personenwagen bergauf schob. Der Personenwagen besaß nur auf der der Lokomotive abgekehrten Seite eigene Räder und stützte sich auf der Lokomotivseite auf dieselbe ab. Die zweiachsigen Elektrolokomotiven waren mit zwei Gleichstrommotoren mit einer Leistung von je 140 PS bei 550 V Nennspannung ausgestattet. Eine technische Neuheit war damals die Rekuperationsbremse, mit welcher bis zu einem Drittel der für eine Bergfahrt notwendigen Energie bei der Talfahrt in die Fahrleitung rückgespeist werden konnte. Die Höchstgeschwindigkeit betrug nun sowohl bergauf als auch bergab 12 km/h. Der an der Lokomotive eingehängte Personenwagen bot 64 Sitzplätze, davon waren 10 erster Klasse und 22 zweiter Klasse. Um die Kapazität zu erhöhen, wurden die aus der Zeit der Dampftraktion übrig gebliebenen Vorstellwagen für den Betrieb mit den Rowanzügen adaptiert.
Diese Garnituren fuhren zuletzt am 15. März 1973 auf der Zahnradbahn. Die von Ganz gebaute Garnitur, bestehend aus Lok Nummer 30 und Beiwagen Nummer 40, wurden von der BKV als Nostalgiefahrzeuge erhalten. Aufgrund der unterschiedlichen Traktionsspannung, des geänderten Zahnradsystems und des höheren Fußbodens verkehren sie jedoch nicht.

#### Wendezüge
Die bis heute im Einsatz stehenden sieben Wendezüge wurden wagenbaulich von Simmering-Graz-Pauker (SGP) und elektrisch von den Österreichischen Brown, Boveri Werken (BBC) in Wien gebaut, der Zahnradantrieb stammt wiederum von der SLM. Trieb- und Steuerwagen sind gleich aufgebaut, jeweils 15,0 Meter lang und 3.150 mm breit. Der Drehzapfenabstand beträgt 8.500 mm und der Achsstand der Drehgestelle 2.000 mm. Sie bieten 41 (Triebwagen) bzw. 49 (Steuerwagen) Sitzplätze, insgesamt bietet eine Garnitur 316 Plätze.
Der Antrieb erfolgt über zwei Triebzahnräder mit jeweils 700 mm Teilkreisdurchmesser (Achsfolge 1A 1A), welche von jeweils einem 220 kW starken vierpoligen BBC-Gleichstrommotor über einen Kardanantrieb und ein SGP-Achsgetriebe angetrieben werden. Die Zugkraft beträgt ca. 140 kN. Das Leergewicht einer Garnitur beträgt 44,3 Tonnen, die Höchstgeschwindigkeit bergwärts 30 km/h und talwärts 20 km/h.
 

Jede Garnitur besitzt drei unterschiedliche Bremssysteme, die elektrische Widerstandsbremse, eine auf die Radbacken wirkende Druckluftbremse sowie eine Federspeicherbremse als Feststellbremse. Bei einer Geschwindigkeit von über 28 km/h erfolgt automatisch die Bremsauslösung.

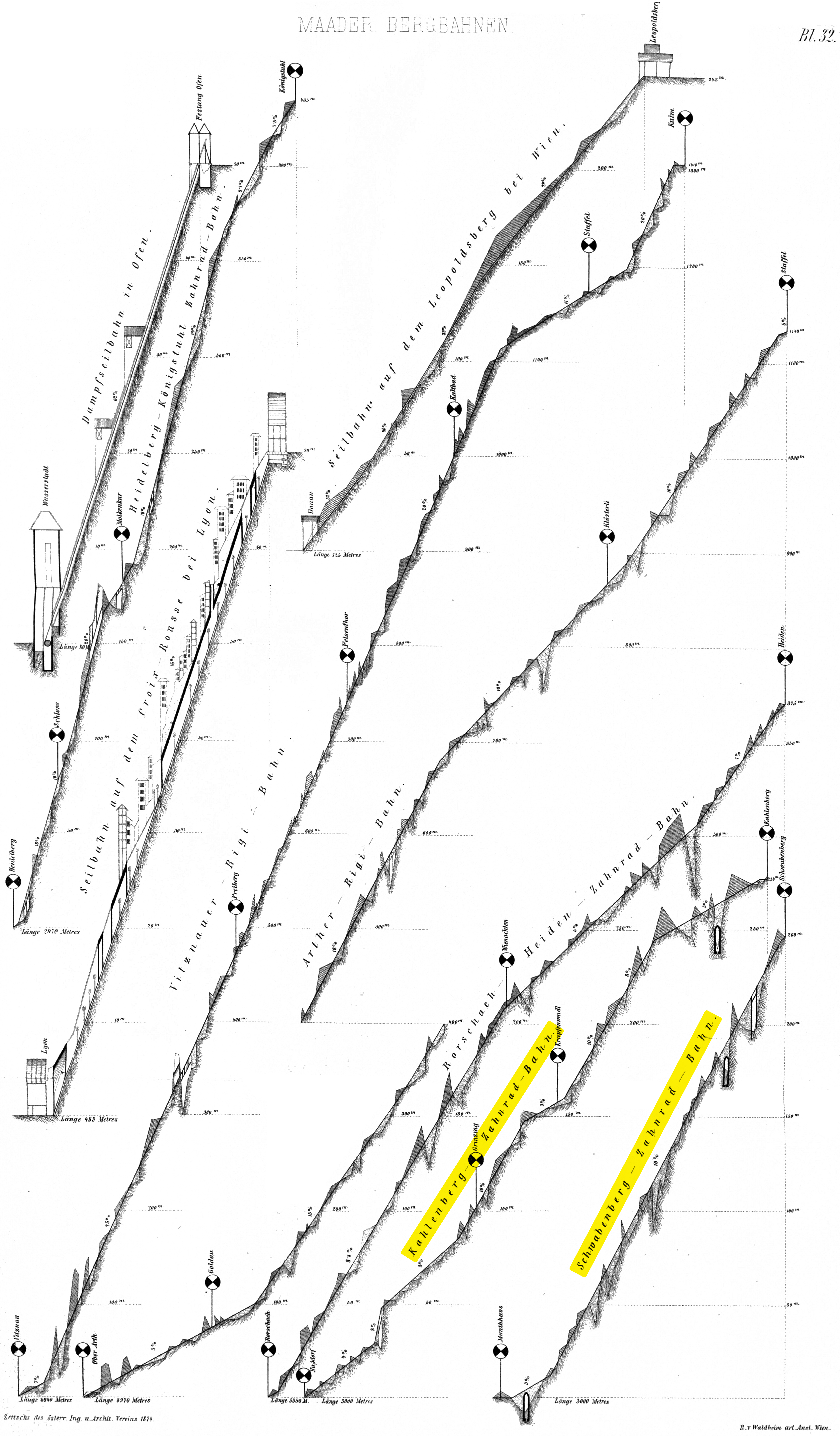
Schwabenbergbahn im Profilvergleich mit der Kahlenbergbahn, 1874

## Galerie

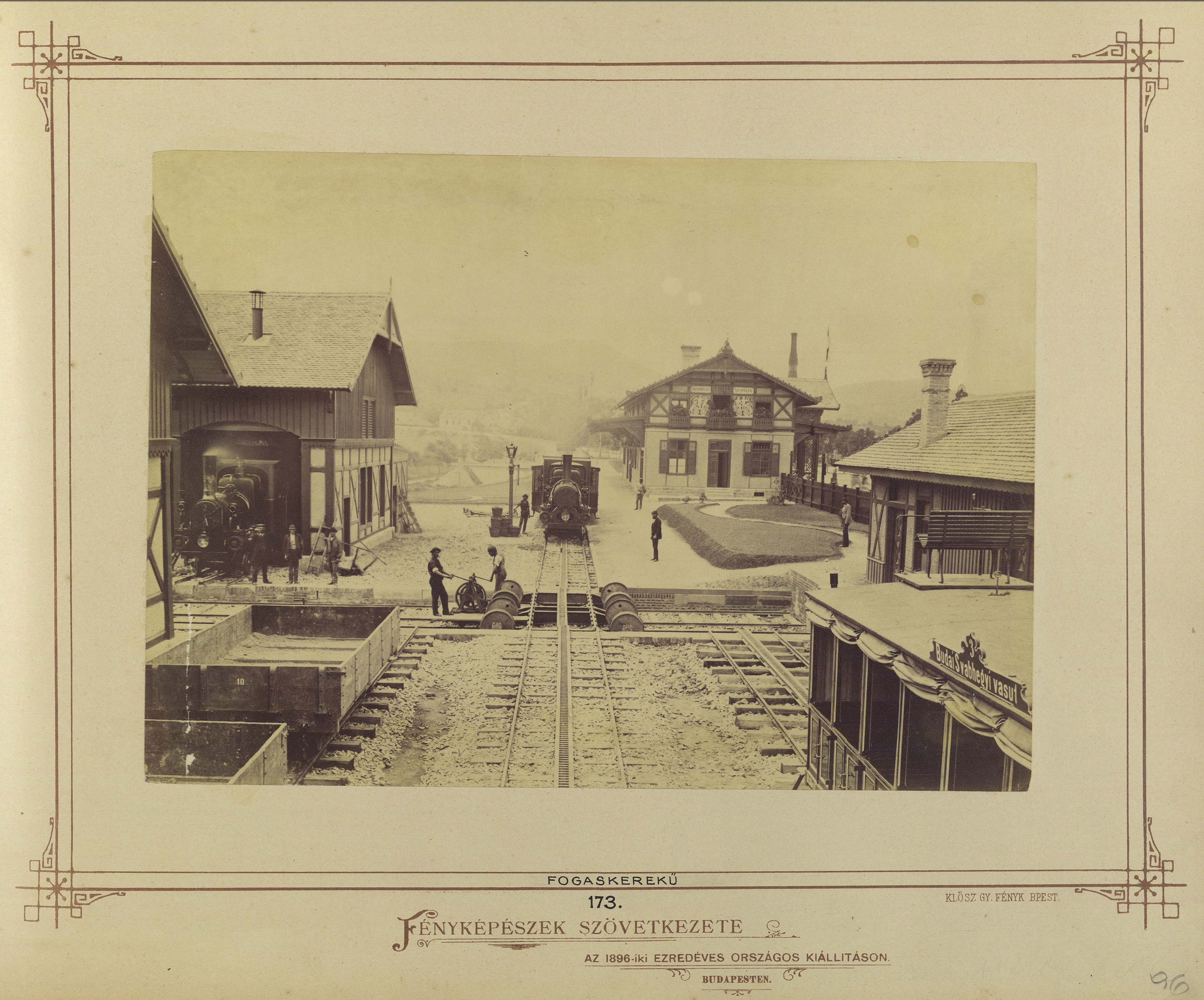
Talstation und Depotanlagen am Városmajor (um 1890)
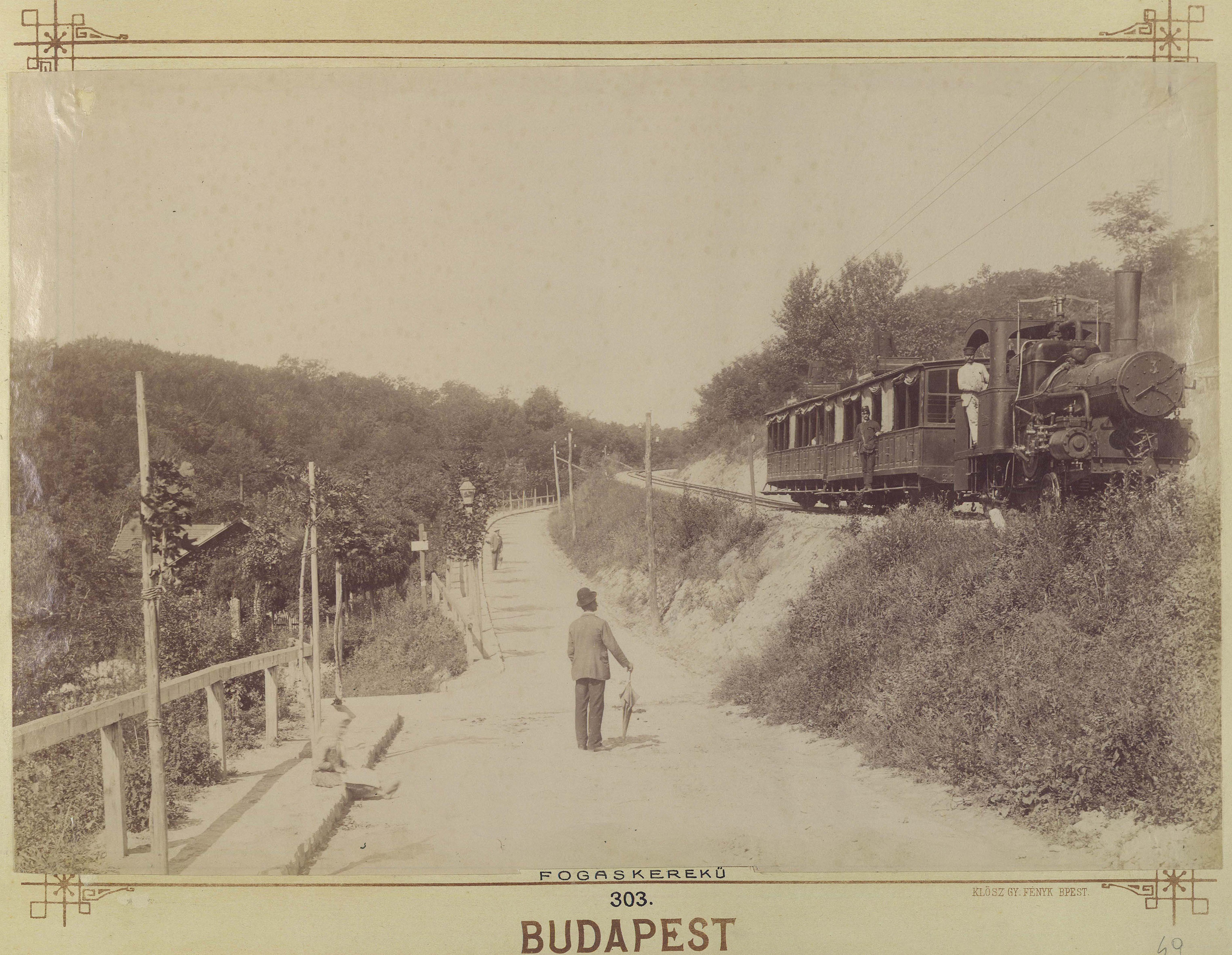
Dampfzug mit zwei Vorstellwagen (1896)
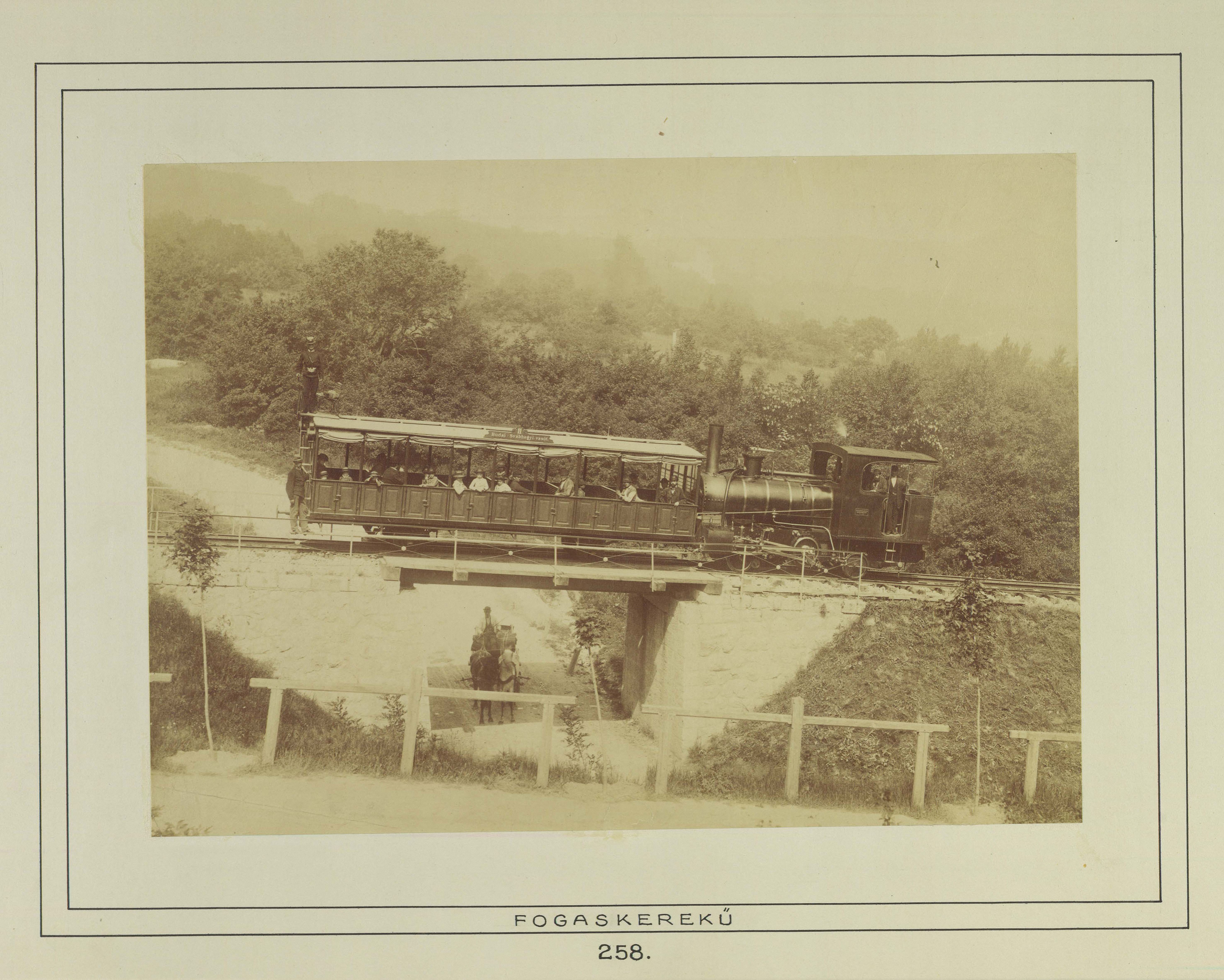
Zug mit Rigi-Dampflok
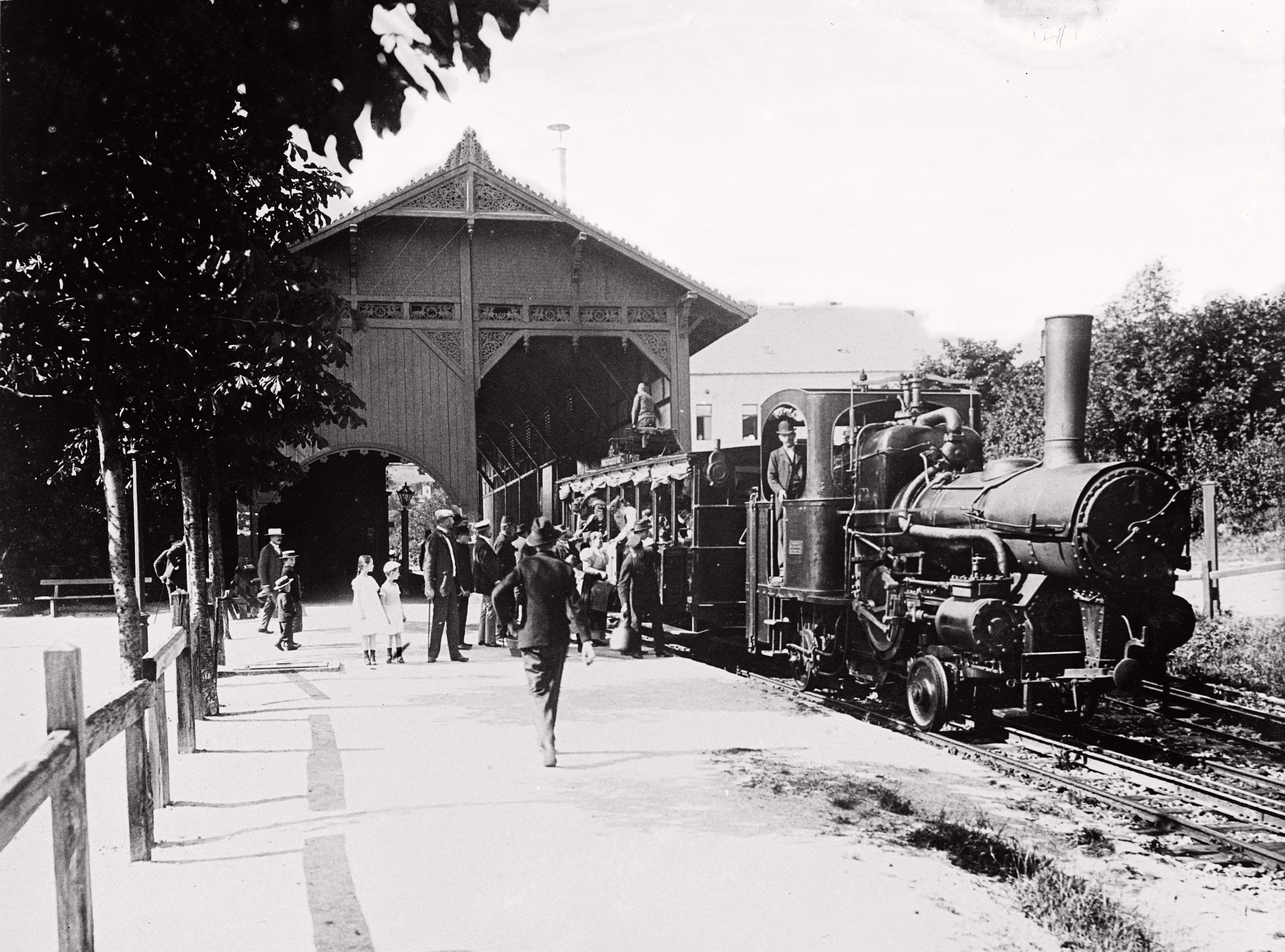
Die ursprüngliche Endstation am Schwabenberg (1912)
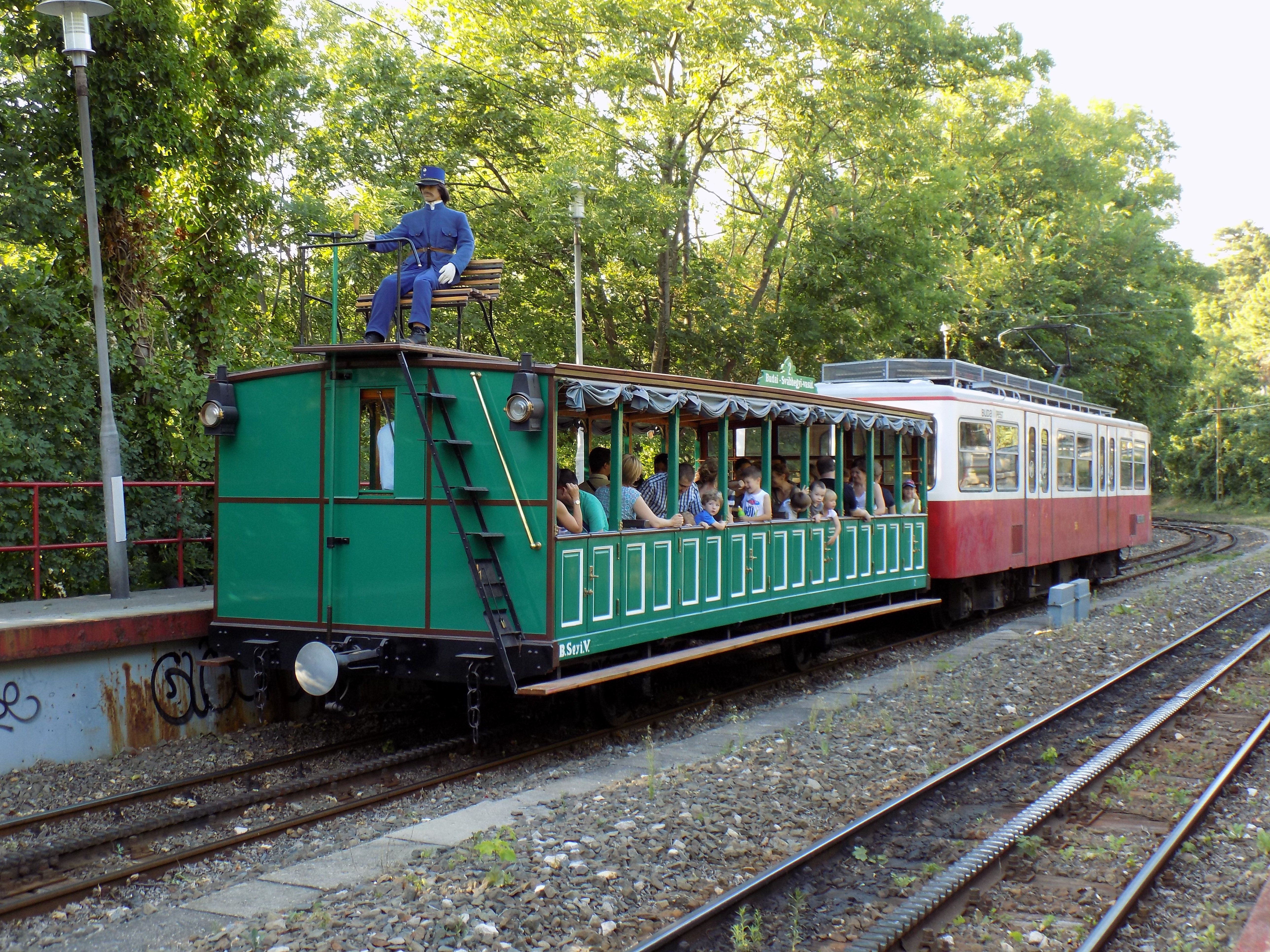
Restaurierter ursprünglicher Vorstellwagen
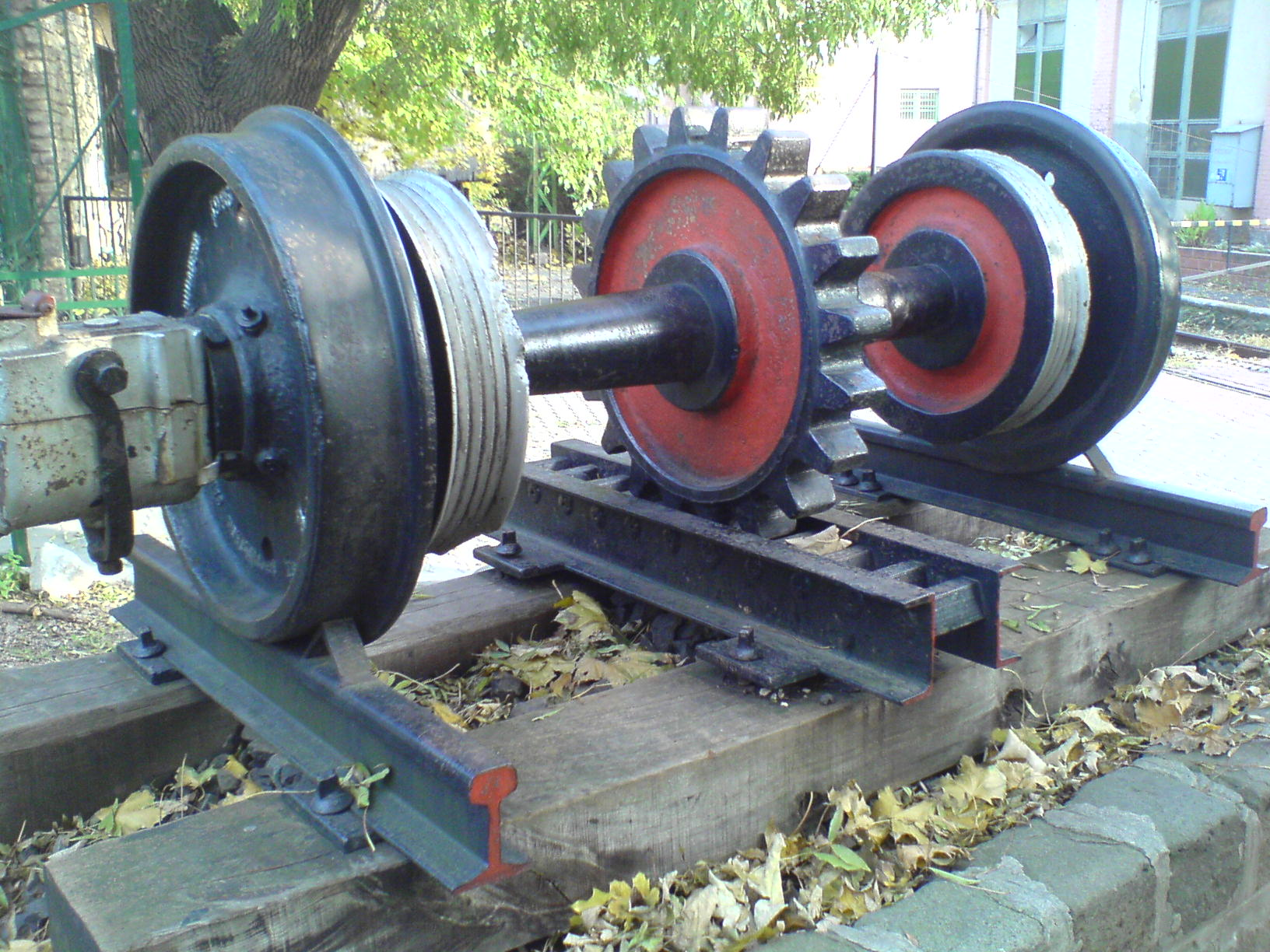
Achse mit ursprünglichem Riggenbach-Zahnrad
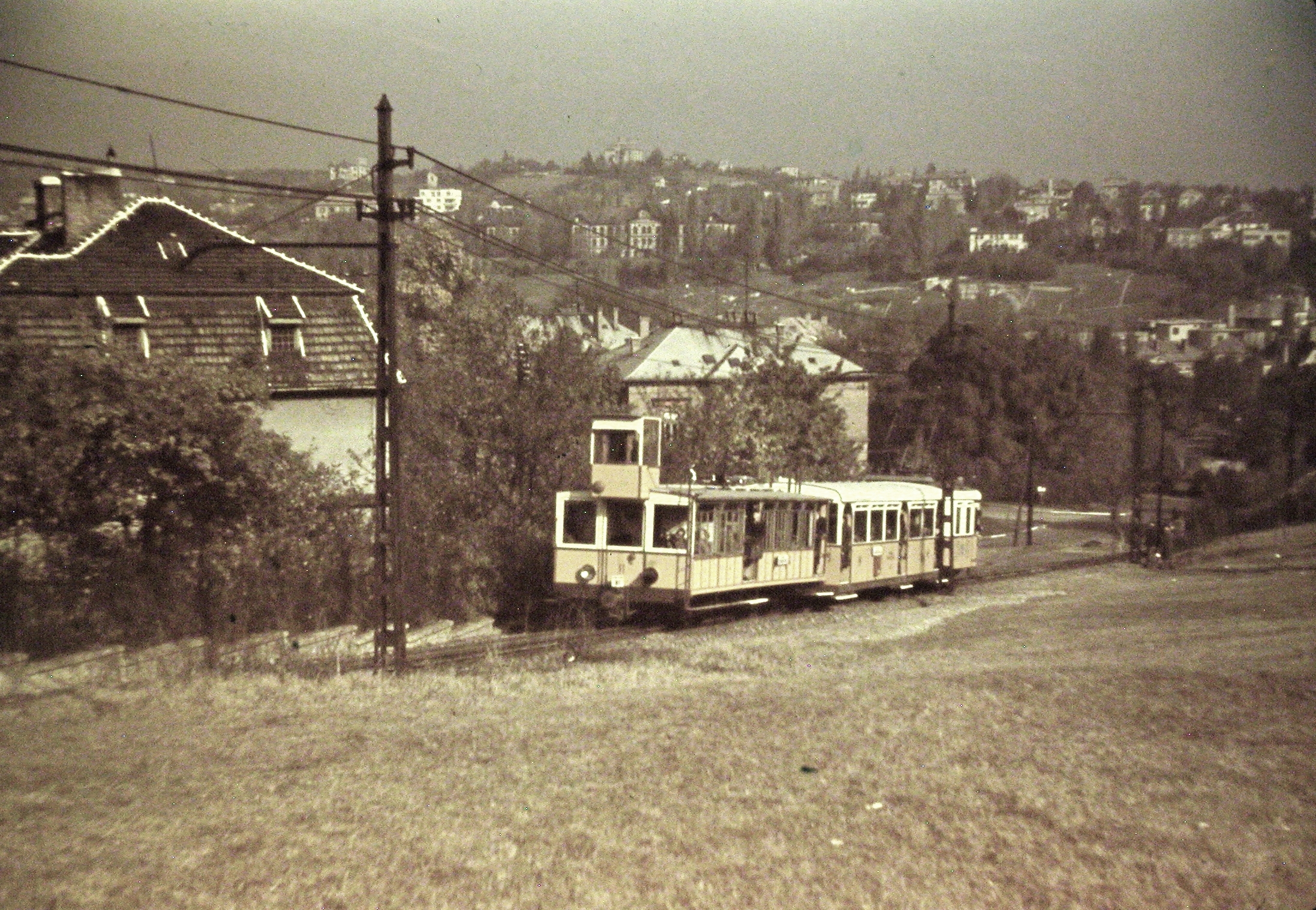
Rowanzug mit einem der ursprünglichen Vorstellwagen (1938)
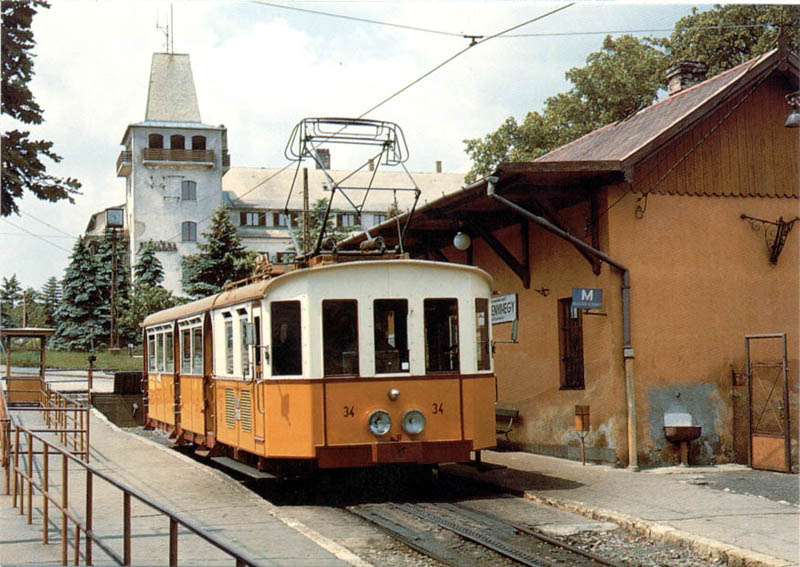
Elektrischer Rowan-Zug in der Endstation Széchenyi-hegy (1970)
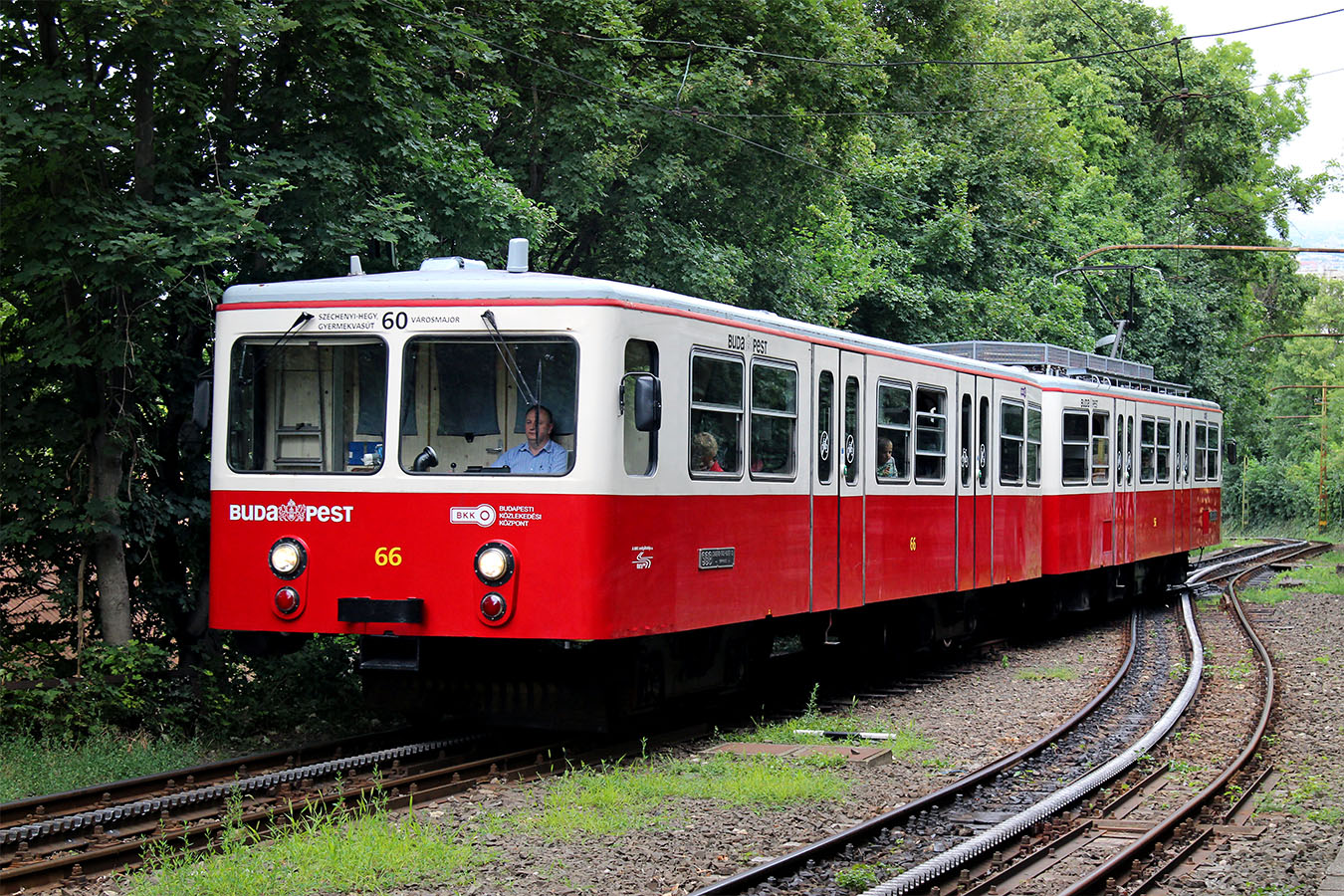
SGP-Doppeltriebwagen 56–66 (2015)
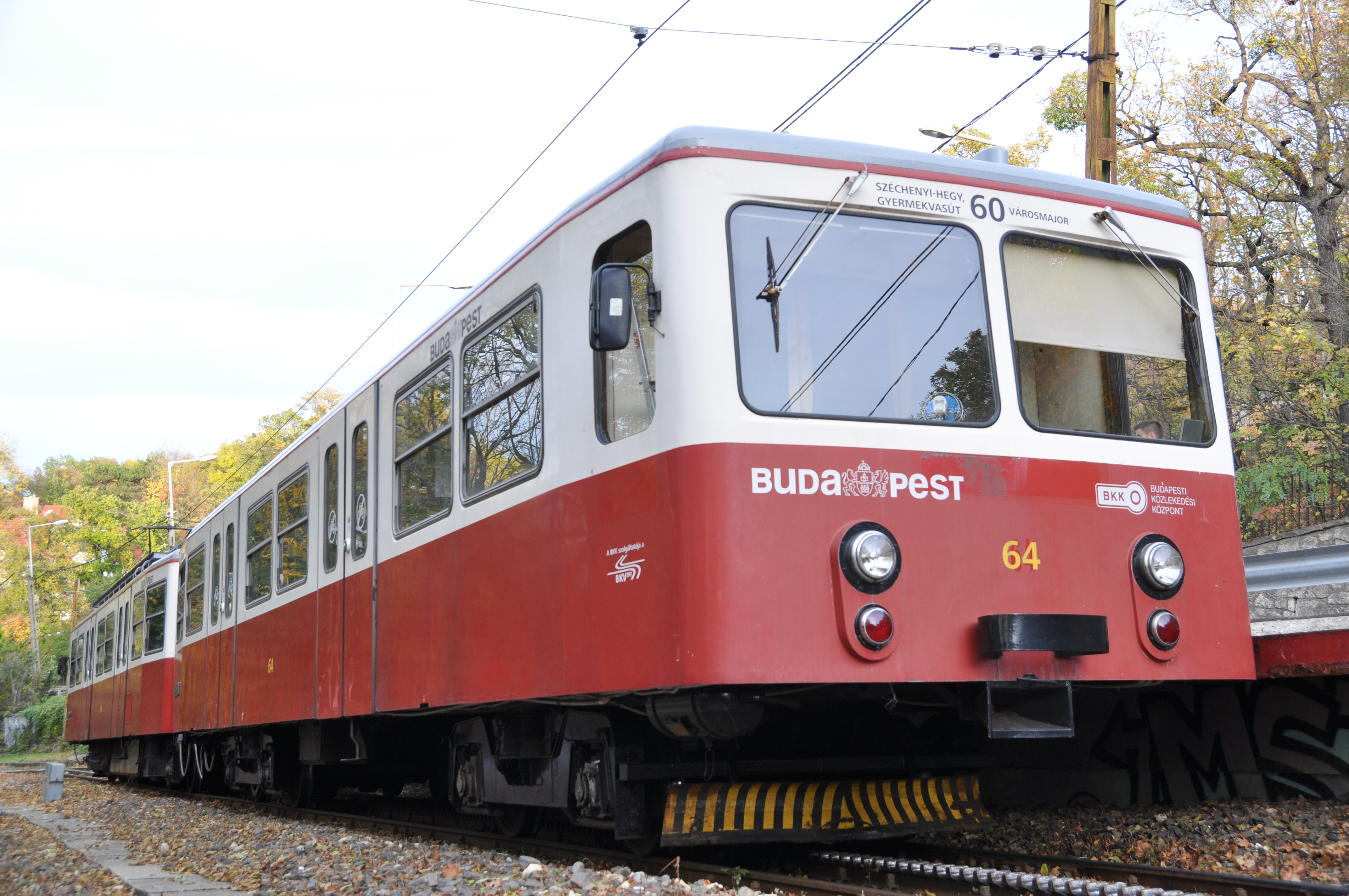
SGP-Triebzug (Steuerwagen)
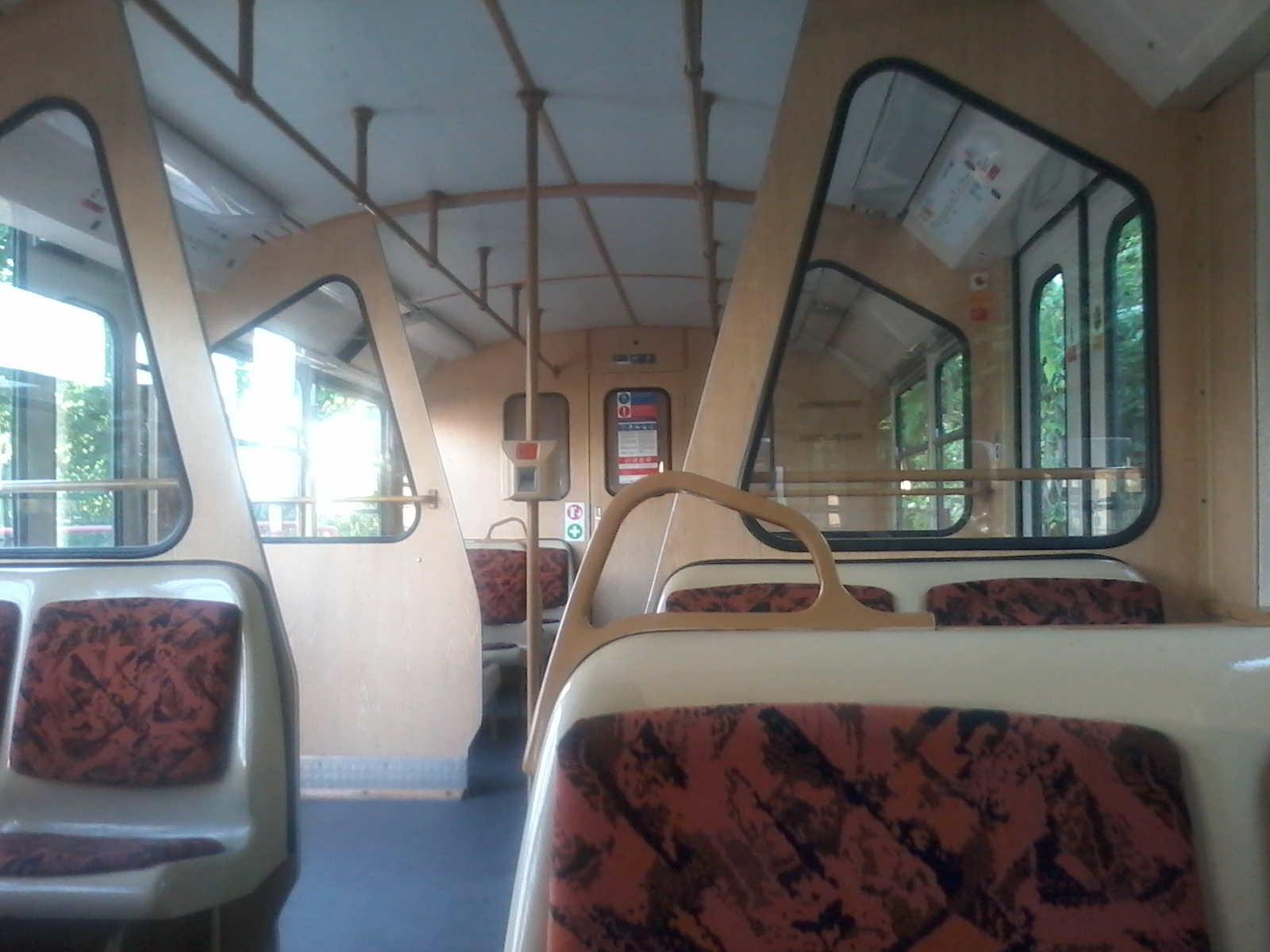
Innenraum eines Doppeltriebwagens
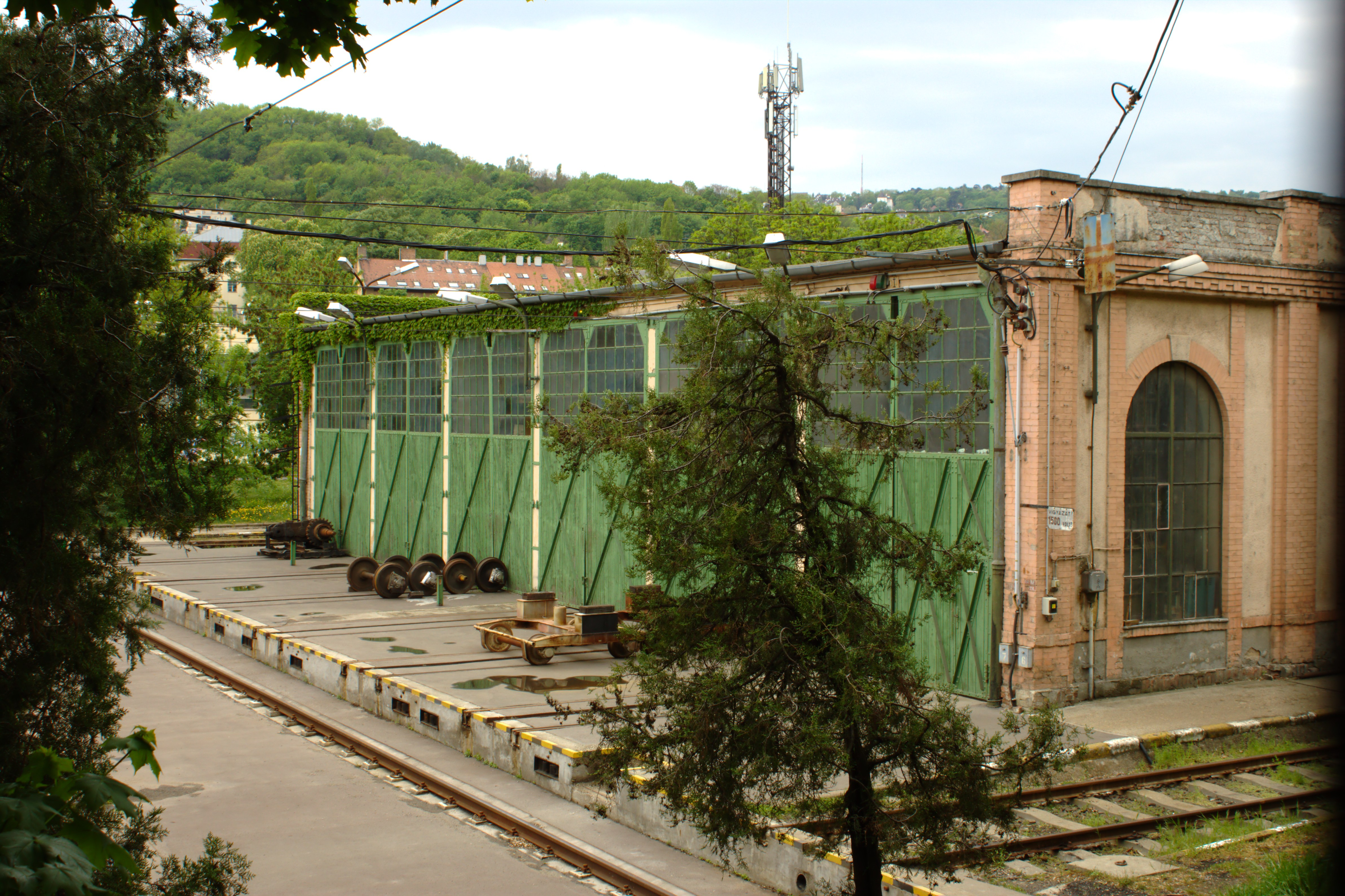
Depotanlage am Varosmajor
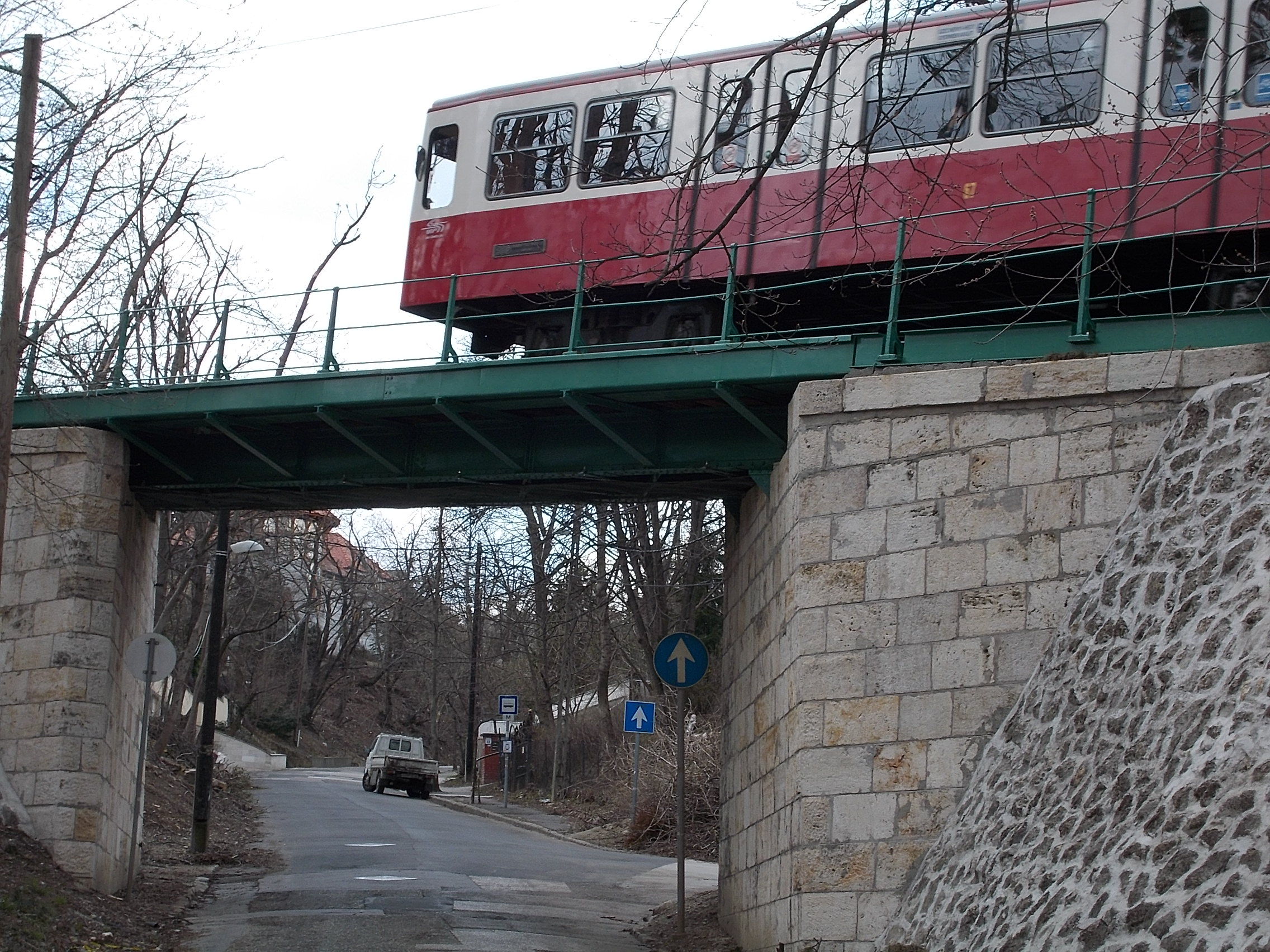
Brücke nahe der Station Művész út
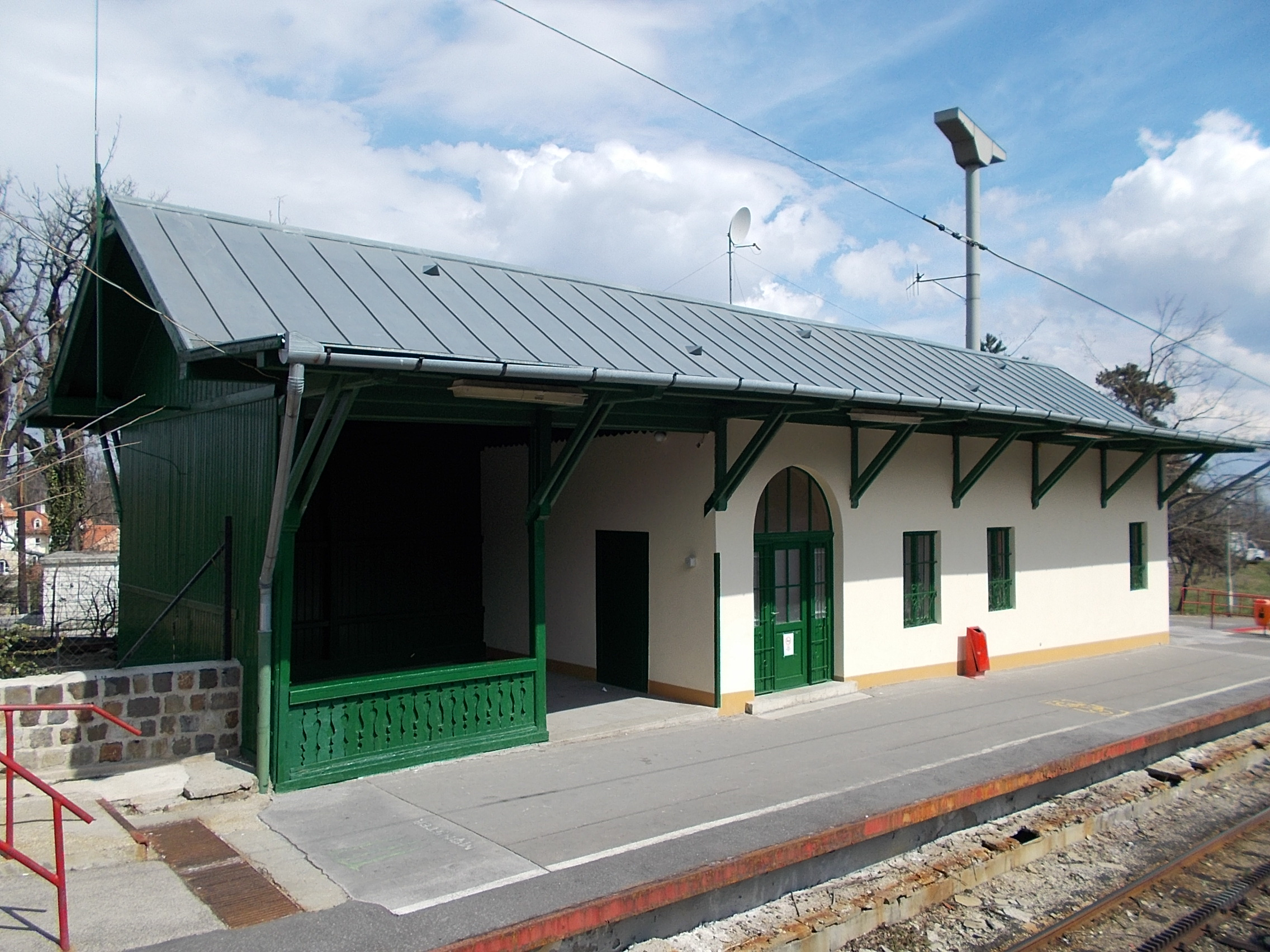
Stationsgebäude Széchenyi-hegy